# Erichsens Palæ
Erichsens Palæ ligger på Kongens Nytorv i København, Sokkelund Herred, nu Region Hovedstaden, Københavns Kommune. Hovedbygningen i klassicistisk stil er opført i 1797-1801 ved C.F. Harsdorff (der døde før færdiggørelsen) og dekoreret i det indre ved Joseph-Jacques Ramée (firmaet Masson & Ramée, Hamborg). Palæet blev restaureret og ombygget ved Frederik L. Levy 1888-1892 og senere af Carl Brummer 1928-1930. Palæet har været fredet siden 1918.
Bygningen, der er opført for den rige handelsmand, agent Erich Erichsen, er et af Københavns fornemste palæer fra klassicismen og angiveligt det første borgerhus, hvor søjler er anvendt (og ikke blot pilastre eller halvsøjler). Søjler var uofficielt forbeholdt kongelige og adelige boliger indtil da.

## Ejere af Erichsens Palæ
- 1797-1833 Erich Erichsen
- 1833-1843 Rasmus Jørgensen
- 1843-1868 C.B. Hansen
- 1868-1888 Enkefru Jacobine Hansen, født Krause
- 1888-1990 Kjøbenhavns Handelsbank
- 1990- Danske Bank